# Blagny-sur-Vingeanne

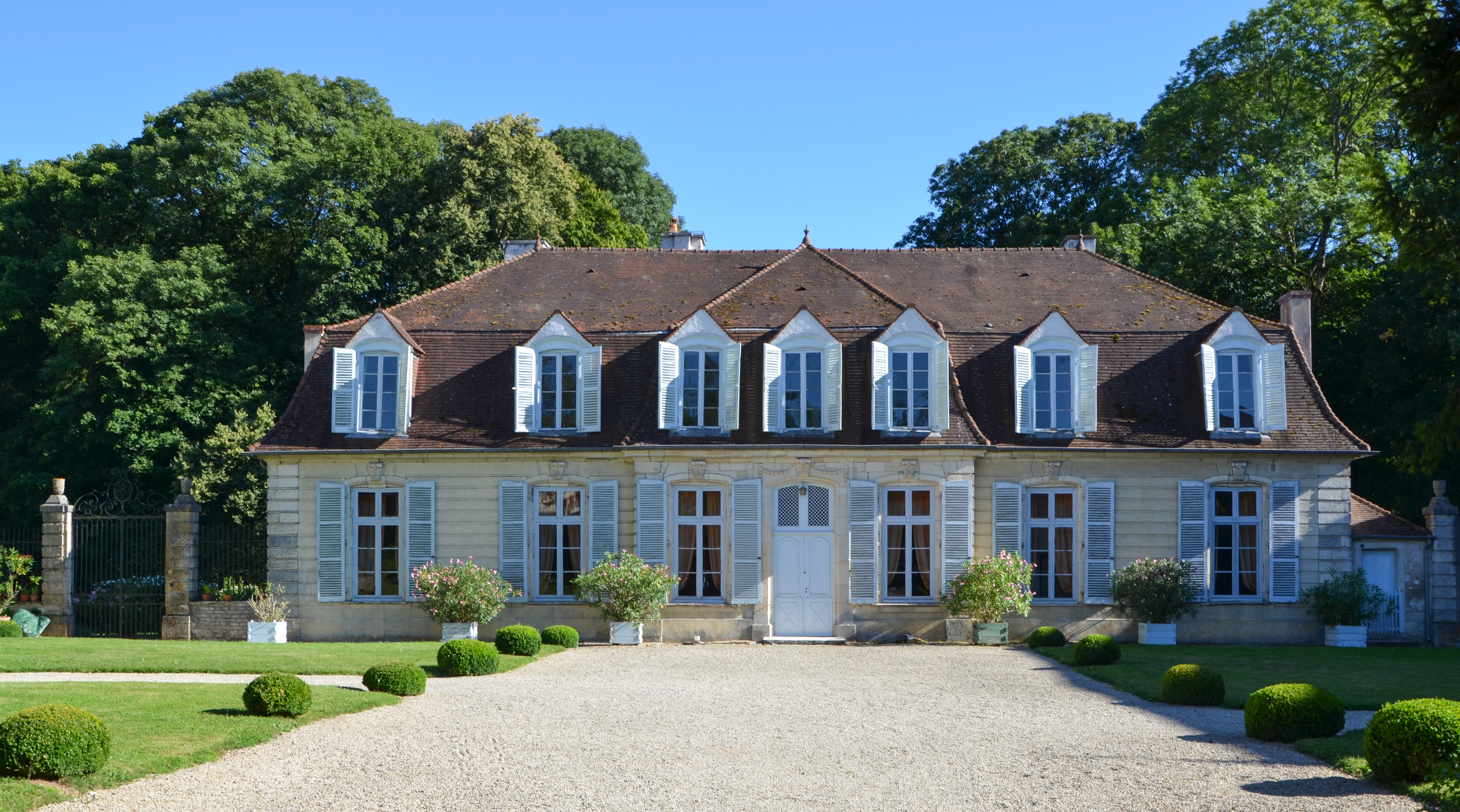

Blagny-sur-Vingeanne is een gemeente in het Franse departement Côte-d'Or (regio Bourgogne-Franche-Comté) en telt 109 inwoners (1999). De plaats maakt deel uit van het arrondissement Dijon.

## Geografie
De oppervlakte van Blagny-sur-Vingeanne bedraagt 7,6 km², de bevolkingsdichtheid is 14,3 inwoners per km².
De onderstaande kaart toont de ligging van Blagny-sur-Vingeanne met de belangrijkste infrastructuur en aangrenzende gemeenten.

## Demografie
Onderstaande figuur toont het verloop van het inwonertal (bron: INSEE-tellingen).